# Acanthogorgia brevispina
Acanthogorgia brevispina är en korallart som beskrevs av Studer 1894. Acanthogorgia brevispina ingår i släktet Acanthogorgia och familjen Acanthogorgiidae. Inga underarter finns listade i Catalogue of Life.